# Hugo Alexandre Lopes Soares

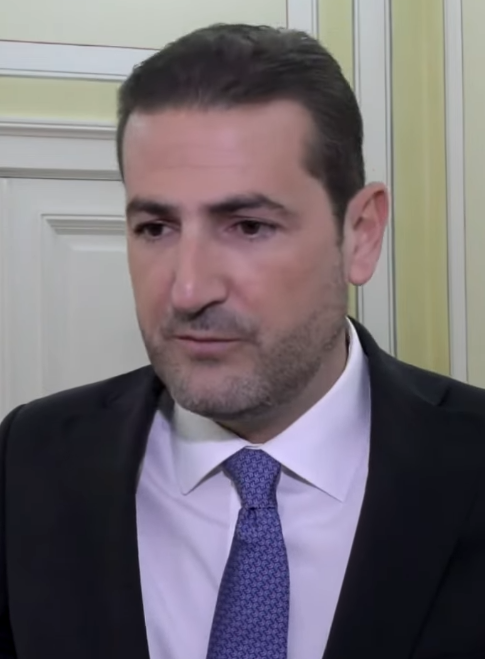
Hugo Soares

Hugo Alexandre Lopes Soares (* 2. März 1983 in Braga) ist ein portugiesischer Rechtsanwalt und Politiker (PSD). 

## Leben
Hugo Soares war vom 21. Juni 2011 bis zum 24. Oktober 2019 und erneut seit dem 25. März 2024 Abgeordneter des portugiesischen Parlamentes, der Assembleia da República. Er vertritt dort den Distrikt Braga. Seit dem 3. Juli 2022 ist er Generalsekretär der PSD.